# Широка Дача
Широ́ка Да́ча — село в Криворізькому районі Дніпропетровської області України.
Входить до складу Карпівської сільської громади. Населення — 747 мешканці.

## Географічне розташування
Село Широка Дача примикає до колишнього міста Інгулець (з 2002 року — район міста Кривий Ріг). По селу протікає пересихаючий струмок із загатою.

## Населення

### Мова
Розподіл населення за рідною мовою за даними перепису 2001 року:
| Мова            | Кількість | Відсоток |
| --------------- | --------- | -------- |
| українська      | 519       | 87.52%   |
| російська       | 50        | 8.43%    |
| білоруська      | 21        | 3.54%    |
| інші/не вказали | 3         | 0.51%    |
| Усього          | 593       | 100%     |

## Економіка
- ФГ «Світанок».

## Об'єкти соціальної сфери
- Фельдшерський пункт.

## Релігія
В селі розташований Храм Усіх Святих землі Української ПЦУ (вул. Вишнева, 1-А).

## Постаті
- Бондарчук Олег Вікторович (1979—2014) — солдат Збройних сил України, учасник російсько-української війни.
- Мирошниченко Олександр Іванович (1993—2014) — солдат Збройних сил України, учасник російсько-української війни.
- Цапенко Олександр Олегович (1998—2019) — солдат Збройних сил України, учасник російсько-української війни.

## Інтернет-посилання
- Погода в селі Широка Дача [Архівовано 20 грудня 2011 у Wayback Machine.]

1. ↑  Рідні мови в об'єднаних територіальних громадах України — Український центр суспільних даних